# Фриджерио, Роберто
Роберто Фриджерио (итал. Roberto Frigerio; 16 ноября 1938 или 16 мая 1938, Гавр — 9 апреля 2023, Tenero-Contra) — швейцарский футболист, игравший на позиции полузащитника. Участник чемпионата мира 1962 года. Сын известного швейцарского футболиста Алессандро Фриджерио.

## Биография

### Клубная карьера
Фриджерио начинал карьеру в «Кьяссо». Дебютировал в Суперлиге 6 марта 1955 года в матче против «Базеля» — «Кьяссо» выиграл в гостях со счётом 2:0 и Фриджерио забил свой первый гол в профессиональной карьере. Это было его единственное появление в том сезоне в чемпионате. В следующем сезоне Фриджерио сыграл за «Кьяссо» 6 матчей и забил 3 гола.
Летом 1956 года Фриджерио перешёл в «Шаффхаузен», за который отыграл два сезона. Летом 1958 года перешёл в «Базель». Дебютировал за «Базель» в Суперлиге 31 августа 1958 года в матче 1-го тура с «Ла-Шо-де-Фоном» — «Базель» проиграл со счётом 1:2. Отыграв два сезона за «красно-синих», летом 1960 года перешёл в «Ла-Шо-де-Фон». В составе этого клуба он отыграл два сезона, став в 1961 году обладателем Кубка Швейцарии.
Летом 1962 года перешёл в «Лозанну», в которой он стал одним из лучших нападающих. 14 октября 1962 года в мачте с «Люцерном» оформил пента-трик (5 голов за матч) — «Лозанна» одержала победу со счётом 6:2. По ходу сезона 1963/64 вернулся в «Базель», за который играл на протяжении пяти сезонов. Фриджерио был одним из ключевых игроков «Базеля» и одним из творцов успеха в сезона 1966/67, когда «красно-синие» выиграли чемпионский титул и Кубок Швейцарии. По итогам того сезона он стал лучшим бомбардиром команды, забив 16 голов. Всего за «Базель» в течение пяти сезонов сыграл во всех турнирах 185 матчей и забил 103 гола. Всего в общей сложности за «Базель» (1958—1960, 1963—1968) сыграл во всех турнирах 256 матчей и забил 176 голов.
В 1968 году перешёл в «Беллинцону», за которую отыграл три сезона. Завершил карьеру в клубе низшей лиги «Гамбароньо».

### Карьера в сборной
Входил в состав сборной Швейцарии на чемпионате мира 1962 года, но на поле так и не вышел.
3 мая 1967 года дебютировал в сборной Швейцарии в товарищеском матче против сборной Чехословакии — Швейцария проиграла со счётом 1:2. Эта была его единственная игра за сборную Швейцарии в его карьере.

### Семья
Сын известного швейцарского футболиста Алессандро Фриджерио, участника чемпионата мира 1938 года в составе сборной Швейцарии.

### Смерть
Скончался 9 апреля 2023 года в возрасте 84 лет.

## Достижения
«Ла-Шо-де-Фон»
- Обладатель Кубка Швейцарии (1): 1960/61

«Базель»
- Чемпион Швейцарии (1): 1966/67
- Обладатель Кубка Швейцарии (1): 1966/67